# Zbyněk Žalman
Zbyněk Žalman (ur. 19 czerwca 1920 w miejscowości Častolovice) – czechosłowacki działacz polityczny, przewodniczący Czechosłowackiej Partii Ludowej (ČSL, 1981-1989).

## Życiorys
Po ukończeniu szkoły średniej pracował w kancelarii (1939–1945). Przed II wojną światową związał się z Czechosłowacką Partią Ludową. Od 1945 do 1946 pełnił obowiązki sekretarza jej Komitetu Regionalnego. W latach 1966–1968 był wicesekretarzem, a później sekretarzem (1968–1976) ČSL w Środkowych Czechach. Od 1971 zasiadał w Prezydium ČSL. W tym samym roku uzyskał mandat posła do Czeskiej Rady Narodowej – od 1980 do 1986 sprawował funkcję jej wiceprzewodniczącego. W 1981 objął urząd przewodniczącego ČSL zastępując Františka Tomana. Od 1976 by sekretarzem KC Czechosłowackiego Frontu Narodowego (do 1981).